# Siromi Turaga
Siromi Dokonivalu Turaga, né vers 1968 à Tovulailai, est un homme politique fidjien.

## Biographie
Il naît dans le village de Tovulailai sur l'île Nairai dans l'archipel Lomaiviti, à la toute fin de la période coloniale britannique aux Fidji. Après sa scolarité secondaire à Nausori, il bénéficie à la fin des années 1980 d'une bourse d'études instituée pour les jeunes autochtones par la dictature ethno-nationaliste de Sitiveni Rabuka, et étudie l'histoire et la politique à l'université du Pacifique Sud puis la science politique à l'université de Saint Peter dans le New Jersey, aux États-Unis. 
De 1991 à 2000, il travaille pour le Fiji Intelligence Service (en), le service de renseignement créé par le gouvernement Rabuka. Il étudie ensuite le droit à l'université Griffith à Brisbane, en Australie, puis au campus de droit de l'université du Pacifique Sud au Vanuatu, dont il sort diplômé. Il est ensuite employé par le ministère fidjien de l'Intérieur, avant de devenir magistrat (c'est-à-dire, dans les pays de common law, juge n'ayant à traiter que des affaires minimes) à Sigatoka puis à Nadi. 
Il est élu au Parlement des Fidji aux élections de décembre 2022 avec l'étiquette de l'Alliance populaire, parti fondé et mené par Sitiveni Rabuka. Dans le gouvernement de coalition tripartite que forme ce dernier, Siromi Turaga est nommé procureur général et ministre de la Justice,.